# Willi Wülbeck
Wilhelm "Willi" Wülbeck (* 18. prosince 1954, Oberhausen) je bývalý německý atlet, běžec, který se věnoval středním tratím. Jeho hlavní disciplínou byl běh na 800 metrů.
V 19 letech získal stříbrnou medaili na mistrovství Evropy juniorů v běhu na 800 metrů. Na evropských šampionátech v Římě (v roce 1974) a v Athénách (v roce 1982) skončil v půlkařském finále osmý. Při premiéře mistrovství světa v atletice v Helsinkách v roce 1983 zvítězil v běhu na 800 metrů v osobním rekordu 1:43,65.
Jeho osobní rekord v běhu na 1500 metrů je 3:33,74 z roku 1980. Během své sportovní kariéry byl celkem desetkrát (v letech 1974 až 1983) mistrem SRN v běhu na 800 metrů.